# 15582 Russellburrows
15582 Russellburrows eller 2000 GZ73 är en asteroid i huvudbältet som upptäcktes den 5 april 2000 av LINEAR i Socorro County, New Mexico. Den är uppkallad efter Russell T. Burrows.